# Course de côte du col du Klausen

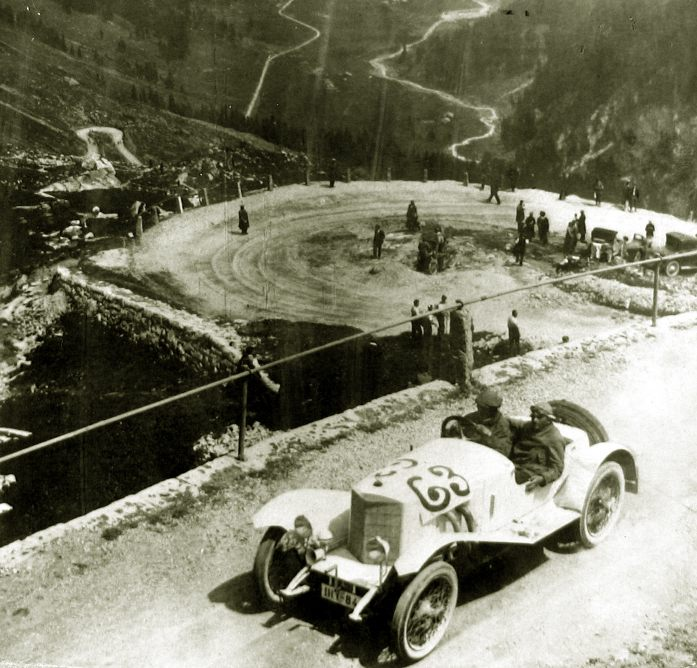
IIe course Internationale de Klausen, en 1923: Walter Kaufmann sur Steiger "Sport" 11/55 hp, deuxième (mécanicien embarqué Hans Mensch).

La Course de côte du col du Klausen (Klausenpass en allemand), ou course de côte du Klausen Altdorf (Klausenpassrennen), encore nommée Grosse Bergpreis der Schweiz, était une compétition automobile disputée en Suisse alémanique sur la route du col du Klausen (situé à près de 2 000 mètres), pour des voitures et des motocyclettes. En dix éditions, elle a toujours eu lieu au mois d'août, sauf en 1923 le 29 juillet.

## Histoire

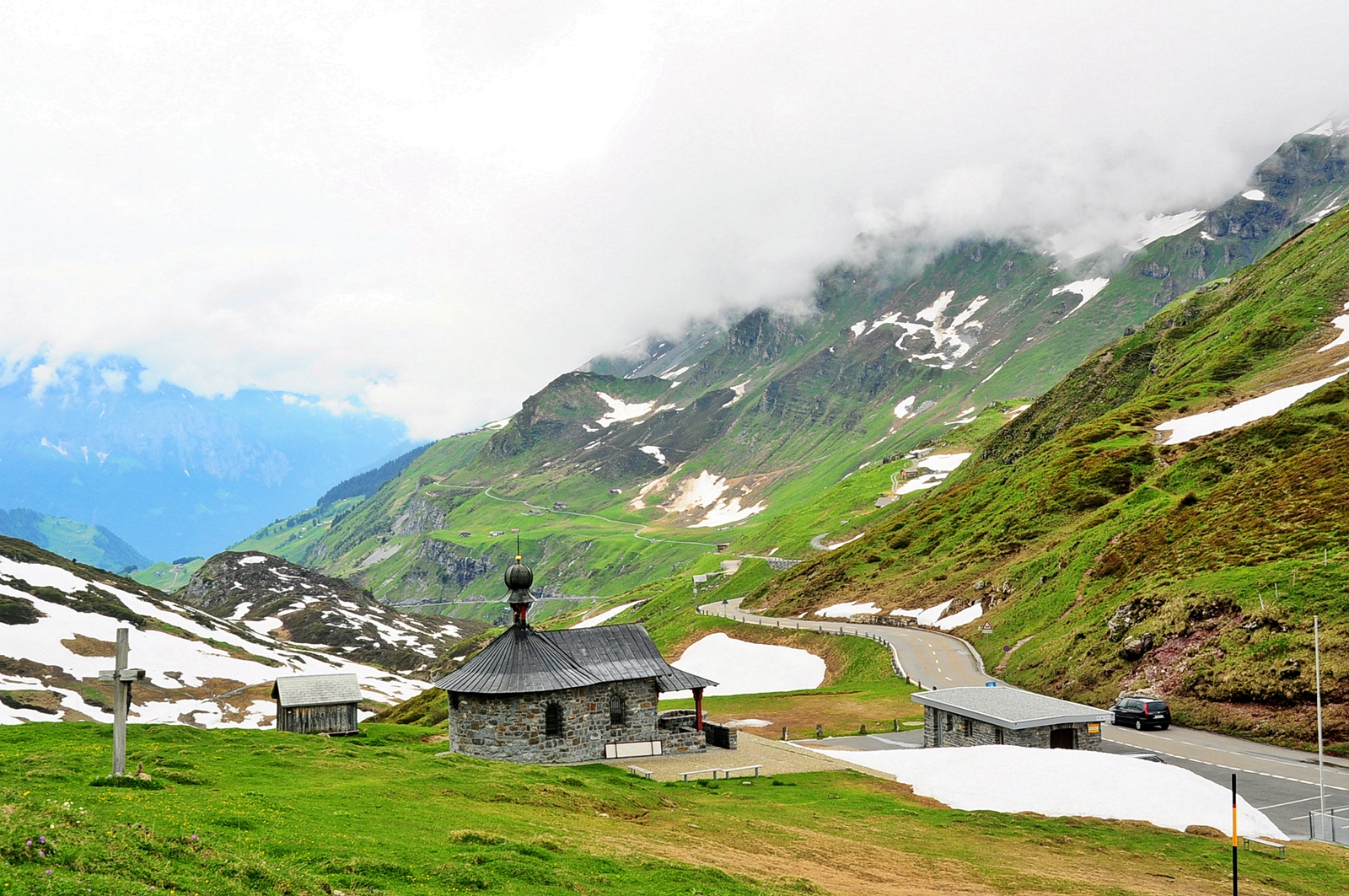
La route menant au col de Klausen, sur le canton d'Uri.

Entre Altdorf dans le canton d'Uri et le col, la route suivie traverse le Schächental, puis du sommet à Linthal dans le Glaris, elle emprunte l’Urnerboden.
Le départ était donné du village de Linthal, donc dans le canton de Glaris, le col étant quant à lui sur celui d'Uri. Le dangereux trajet comportait 136 virages, dont 57 en balayage, et le dénivelé était de 1 237 mètres. Certains tronçons se négociaient à plus de 200 km/h, et des dizaines de milliers de spectateurs se massaient tout le long du parcours.
La course, l'une des plus dures d'Europe, fut disputée entre 1922 et 1934, et incorporée Championnat d'Europe de la montagne en 1930 et 1932. Avec la côte du Mont Ventoux (seule épreuve retenue de 1930 à 1933 pour toutes les éditions du championnat), elle fut l'une des quelques compétitions-phare de la spécialité de la montagne entre les deux guerres.
Rudolf Caracciola établit le meilleur temps de l'ascension, longue de 21,5 kilomètres, lors de la dernière réalisation de la course, en 1934 en 15 min 22 s 2, à une moyenne de 84 km/h (alors que le trajet, plus étroit que de nos jours, comportait encore certains tronçons de terre battue). Le monégasque Louis Chiron a remporté l'épreuve à trois reprises consécutives (1927, 1929 et 1930), la dernière lors du premier championnat continental.
Depuis 1993 (également en août, avec plus de 400 véhicules alors), des compétitions historiques de voitures anciennes (vintages) y sont régulièrement organisées, dans le cadre d'un "Mémorial". La deuxième édition de ce dernier, en 1998 cette fois, a été suivie par près de 25 000 spectateurs. Le Britannique Julian Majzub l'a remportée sur Bugatti T35B, dans un temps record de 49 s 08, mais uniquement sur de l'asphalte moderne. Le troisième "Internationale Klausenrennen-Memorial" eut lieu en 2002, avec voitures et motos. Le quatrième en 2006, du 21 au 24 septembre, incluait des side-cars, et des voitures de sport de constructions uniquement antérieures à 1939. Le cinquième a été annulé en 2010 puis 2011, mais s'est finalement déroulé du 27 au 29 septembre 2013.

## Bibliographie

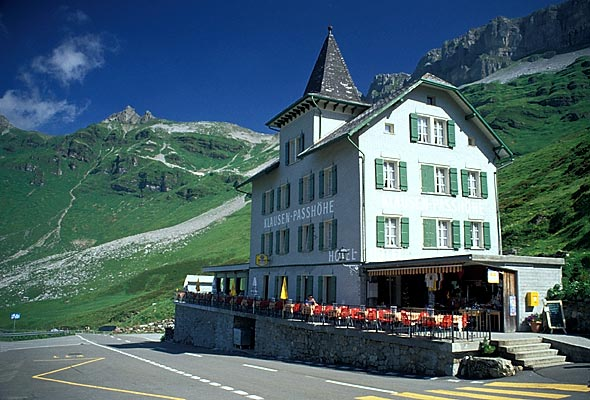
L'hôtel Klausenpass Passhöehe, au col.

## Palmarès

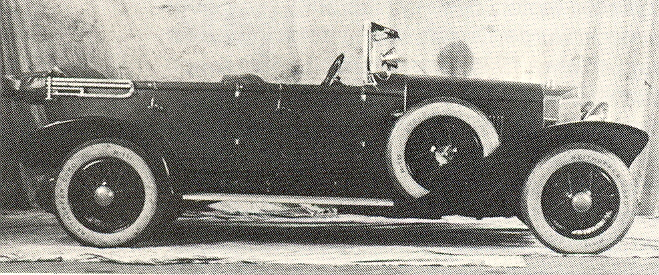
Exemple de Steyr VI Sport.

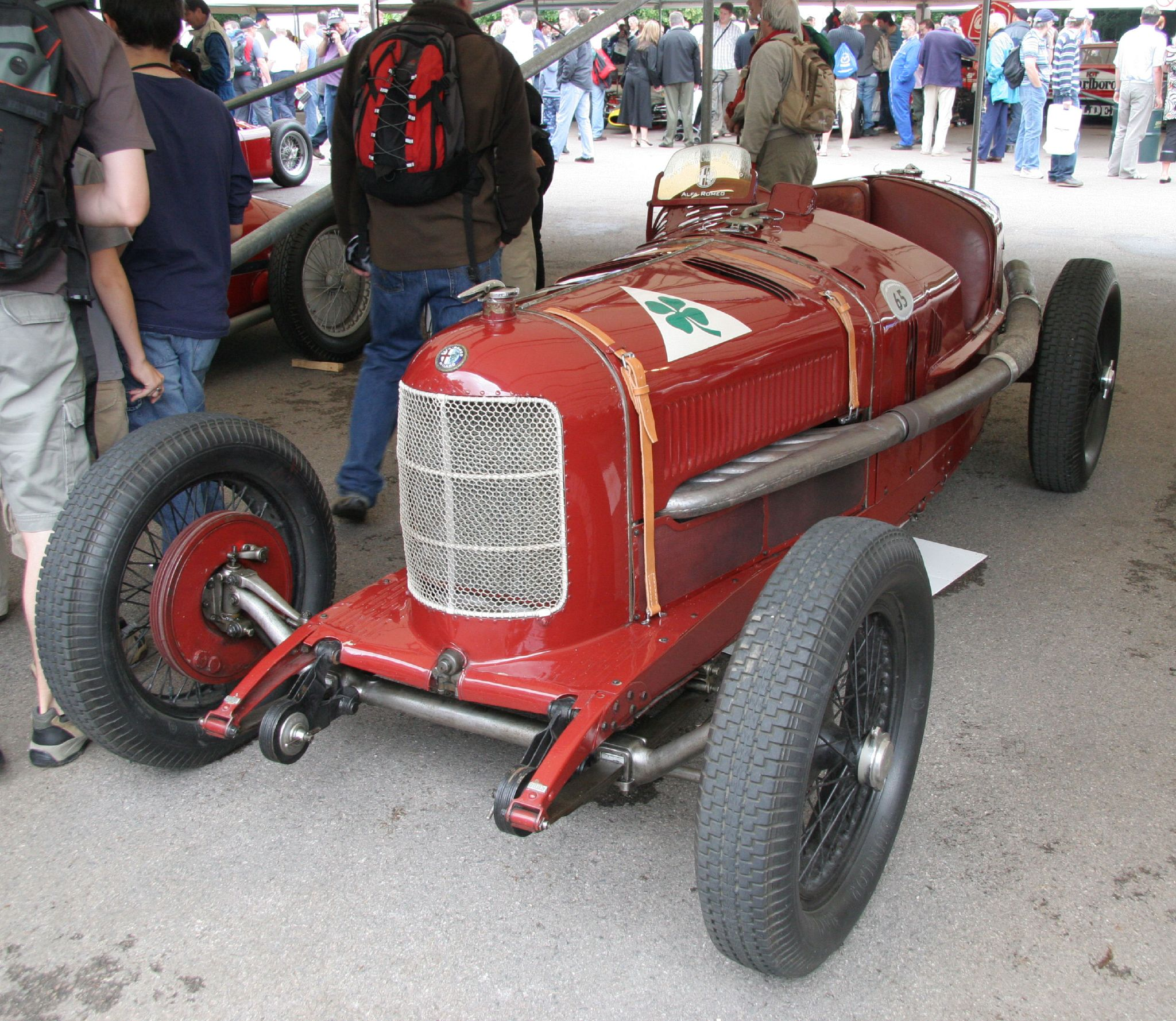
Une Alfa Romeo P2.

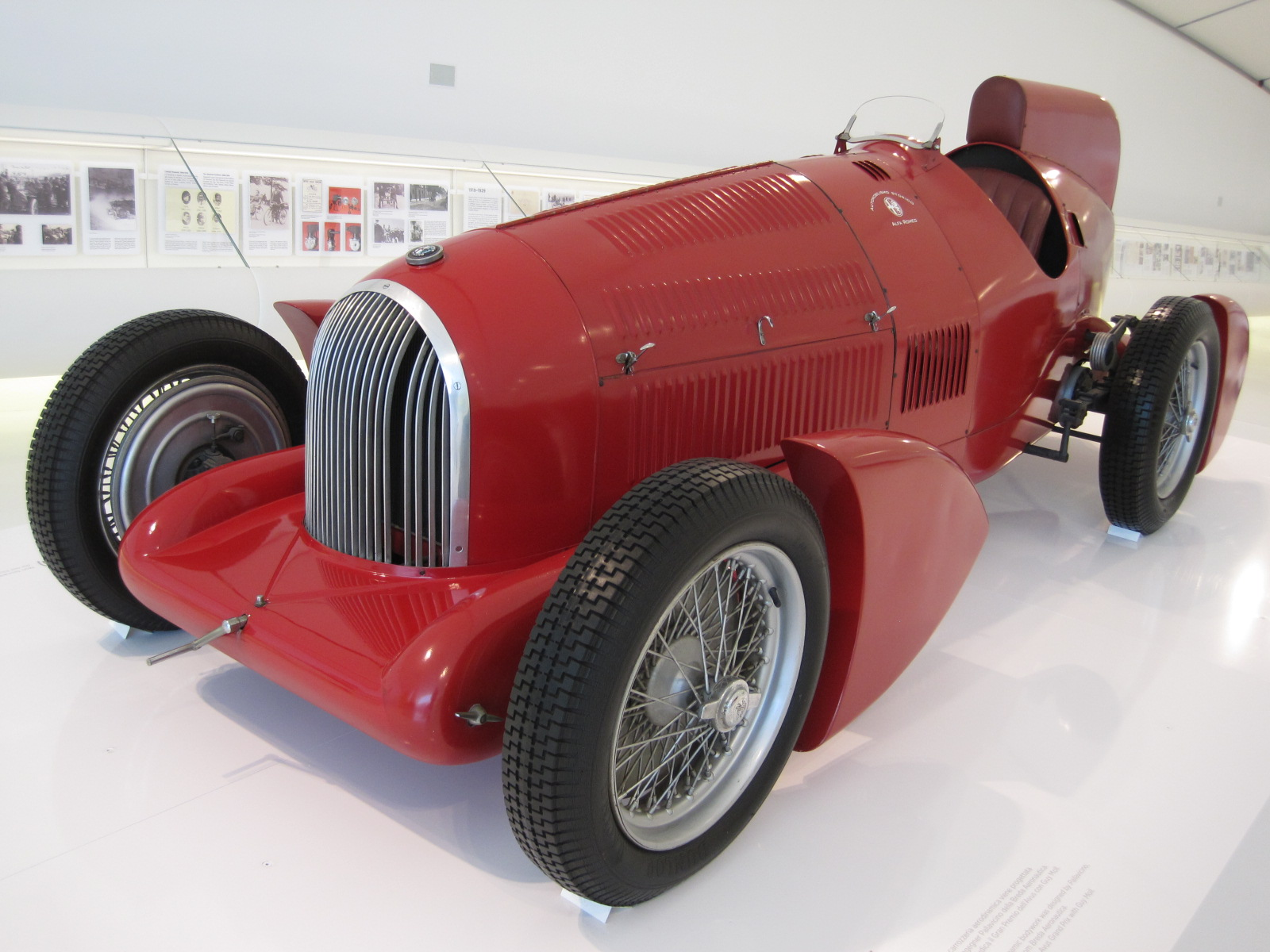
Une Alfa Romeo Type B/P3 à 8 cylindres.

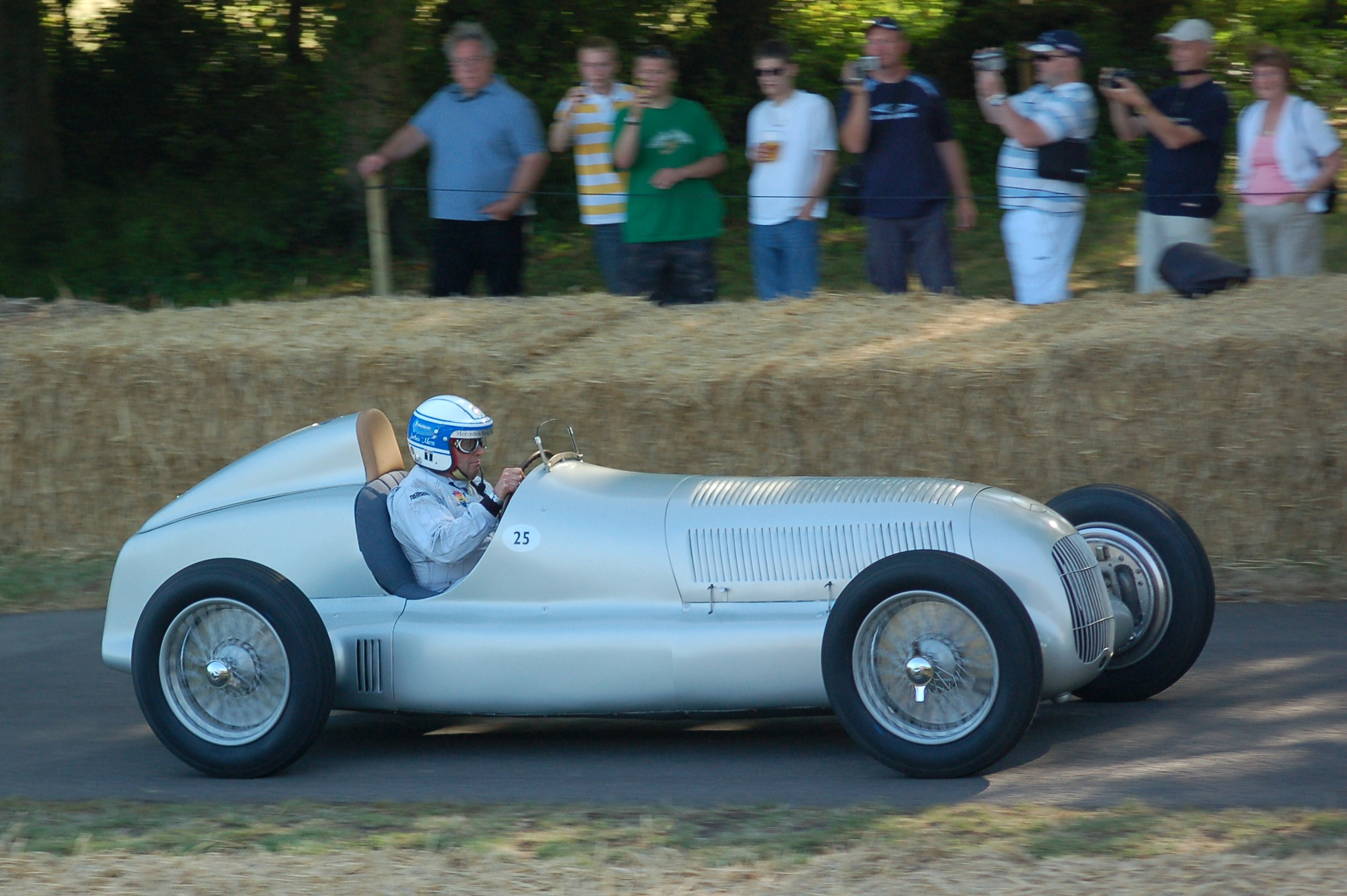
Une Mercedes-Benz W25 de 1934.

| 1922                       | Josef Nieth       | Hispano-Suiza                |              |              |
| 1923                       | Hermann Rützler   | Steyr VI                     |              |              |
| 1924                       | Otto Merz         | Mercedes-Benz                |              |              |
| 1925                       | Giulio Masetti    | Sunbeam 2L. Grand Prix 135HP |              |              |
| 1926                       | Josef Kessler     | Alfa Romeo P2                |              |              |
| 1927 13 août National      | Adolf Rosenberger | Mercedes-Benz "Grossmt."     |              |              |
| 1927 14 août International | Louis Chiron      | Bugatti T35B                 |              |              |
| 1928                       | Non disputée      | Non disputée                 | Non disputée | Non disputée |
| 1929                       | Louis Chiron      | Bugatti T35B                 |              |              |
| 1930 9 août National       | A. Keller         | Alfa Romeo 6C 1500           |              |              |
| 1930 10 août International | Louis Chiron      | Bugatti T45                  |              |              |
| 1931                       | Non disputée      | Non disputée                 | Non disputée | Non disputée |
| 1932                       | Rudolf Caracciola | Alfa Romeo Type B/P3         |              |              |
| 1933                       | Non disputée      | Non disputée                 | Non disputée | Non disputée |
| 1934                       | Rudolf Caracciola | Mercedes-Benz W25/34         |              |              |